# Thiago Seyboth Wild
Thiago Seyboth Wild (* 10. März 2000 in Marechal Cândido Rondon) ist ein brasilianischer Tennisspieler.

## Karriere
Thiago Seyboth Wild begann mit 5 Jahren Tennis zu spielen. Bereits auf der Junioren-Tour feierte er Erfolge. Seit 2015 spielte er auf dieser und konnte Anfang 2018, kurz bevor sein Status als Junior ablief, mit Rang 8 sein bestes Resultat in der Junior-Weltrangliste erreichen. Bei Grand-Slam-Turnieren der Junioren war sein bestes Resultat das Erreichen des Viertelfinals bei den French Open 2017 im Einzel sowie das Halbfinale der US Open im selben Jahr im Doppel.
Bei den Profis spielte Seyboth Wild erstmals 2014, zunächst auf der drittklassigen ITF Future Tour. Dort gelang ihm 2017 in Antalya mit dem Sieg in Einzel und Doppel sein jeweils erster Titel. In Rio kam er zudem zu seinem ersten Sieg auf in der nächsthöheren Turnierkategorie, der ATP Challenger Tour. Das Jahr beendete er erstmals mit einer Platzierung in der Weltrangliste. Er stand auf Platz 605 im Einzel, im Doppel außerhalb der Top 1000.
2018 wurde ihm von der Turnierverwaltung in São Paulo eine Wildcard im Einzel zugesprochen. Somit kam er zu seiner Premiere auf der ATP World Tour. In der ersten Runde verlor er gegen den Argentinier Carlos Berlocq nach Satzführung.
Seinen ersten Erfolg auf der Challenger Tour feierte er im November 2019 in Guayaquil. Im Finale besiegte er den topgesetzten Bolivianer Hugo Dellien glatt in zwei Sätzen. Durch diesen Erfolg erreichte er mit dem 235. Rang ein neues Karrierehoch. Auf der ATP Tour feierte er 2020 seinen ersten Einzeltitel in Santiago de Chile, wo er dank einer Wildcard starten durfte. Im Finale schlug er den zweitgesetzten Norweger Casper Ruud in drei Sätzen und wurde damit der jüngste Brasilianer, der einen ATP-Titel gewinnen konnte.
Bei den French Open 2023 schlug er in Runde eins den an Nr. 2 gesetzten Daniil Medwedew in fünf Sätzen.

## Erfolge
| Legende (Anzahl der Siege)  |
| Grand Slam                  |
| ATP World Tour Finals       |
| ATP World Tour Masters 1000 |
| ATP World Tour 500          |
| ATP World Tour 250 (1)      |
| ATP Challenger Tour (6)     |

| Titel nach Belag |
| Hartplatz (0)    |
| Sand (1)         |
| Rasen (0)        |

### Einzel

#### Turniersiege

##### ATP World Tour
| Nr. | Datum        | Turnier           | Belag | Finalgegner | Ergebnis      |
| --- | ------------ | ----------------- | ----- | ----------- | ------------- |
| 1.  | 1. März 2020 | Santiago de Chile | Sand  | Casper Ruud | 7:5, 4:6, 6:3 |

##### ATP Challenger Tour
| Nr. | Datum              | Turnier      | Belag | Finalgegner     | Ergebnis      |
| --- | ------------------ | ------------ | ----- | --------------- | ------------- |
| 1.  | 3. November 2019   | Guayaquil    | Sand  | Hugo Dellien    | 6:4, 6:0      |
| 2.  | 19. März 2023      | Viña del Mar | Sand  | Hugo Gaston     | 7:5, 6:1      |
| 3.  | 30. April 2023     | Buenos Aires | Sand  | Luciano Darderi | 6:3, 6:3      |
| 4.  | 3. September 2023  | Como         | Sand  | Pedro Martínez  | 5:7, 6:2, 6:3 |
| 5.  | 10. September 2023 | Genua        | Sand  | Fabio Fognini   | 6:2, 7:63     |

### Doppel

#### Turniersiege
| Nr. | Datum          | Turnier      | Belag | Partner            | Finalgegner                                | Ergebnis          |
| --- | -------------- | ------------ | ----- | ------------------ | ------------------------------------------ | ----------------- |
| 1.  | 29. April 2023 | Buenos Aires | Sand  | Francisco Comesaña | Hernán Casanova Santiago Rodríguez Taverna | 6:3, 6:75, [10:6] |

#### Finalteilnahmen
| Nr. | Datum        | Turnier           | Belag | Partner     | Finalgegner                        | Ergebnis          |
| --- | ------------ | ----------------- | ----- | ----------- | ---------------------------------- | ----------------- |
| 1.  | 4. März 2023 | Santiago de Chile | Sand  | Matías Soto | Andrea Pellegrino Andrea Vavassori | 4:6, 6:3, [10:12] |